# Israel Cycling Academy/Saison 2019
Diese Liste beschreibt den Kader und die Siege des Radsportteams Israel Cycling Academy in der Saison 2019.

## Erfolge in der UCI Africa Tour
| Datum       | Rennen                   | Kat. | Fahrer      |
| ----------- | ------------------------ | ---- | ----------- |
| 27. Februar | 4. Etappe Tour du Rwanda | 2.1  | Edwin Avila |

## Erfolge in der UCI America Tour
| Datum          | Rennen                     | Kat. | Fahrer      |
| -------------- | -------------------------- | ---- | ----------- |
| 14. August     | 2. Etappe Tour of Utah     | 2.HC | Ben Hermans |
| 15. August     | 3. Etappe Tour of Utah     | 2.HC | Ben Hermans |
| 12.–18. August | Gesamtwertung Tour of Utah | 2.HC | Ben Hermans |

## Erfolge in der UCI Asia Tour
| Datum      | Rennen                          | Kat. | Fahrer           |
| ---------- | ------------------------------- | ---- | ---------------- |
| 14. Juni   | 3. Etappe Tour de Korea         | 2.1  | Benjamin Perry   |
| 9. Oktober | Prolog Tour of Taihu Lake (EZF) | 2.1  | Matthias Brändle |

## Erfolge in der UCI Europe Tour
| Datum         | Rennen                                 | Kat. | Fahrer           |
| ------------- | -------------------------------------- | ---- | ---------------- |
| 30. März      | Classic Loire-Atlantique               | 1.1  | Rudy Barbier     |
| 12. April     | 1. Etappe Volta Cova da Beira          | 2.1  | Edwin Avila      |
| 12.–14. April | Gesamtwertung Volta Cova da Beira      | 2.1  | Edwin Avila      |
| 25. April     | 1. Etappe Vuelta a Castilla y León     | 2.1  | Davide Cimolai   |
| 26. April     | 2. Etappe Vuelta a Castilla y León     | 2.1  | Davide Cimolai   |
| 25.–27. April | Gesamtwertung Vuelta a Castilla y León | 2.1  | Davide Cimolai   |
| 23. Mai       | Prolog Tour of Estonia (EZF)           | 2.1  | Matthias Brändle |
| 24. Mai       | 1. Etappe Tour of Estonia              | 2.1  | Rudy Barbier     |
| 25. Mai       | 2. Etappe Tour of Estonia              | 2.1  | Mihkel Räim      |
| 23.–25. Mai   | Gesamtwertung Tour of Estonia          | 2.1  | Mihkel Räim      |
| 13. Juni      | 2. Etappe Tour de Hongrie              | 2.1  | Krists Neilands  |
| 15. Juni      | 4. Etappe Tour de Hongrie              | 2.1  | Krists Neilands  |
| 11.–16. Juni  | Gesamtwertung Tour de Hongrie          | 2.1  | Krists Neilands  |
| 10. Juli      | 4. Etappe Österreich-Rundfahrt         | 2.1  | Ben Hermans      |
| 6.–12. Juli   | Gesamtwertung Österreich-Rundfahrt     | 2.1  | Ben Hermans      |
| 29. Juli      | 3. Etappe Tour de Wallonie             | 2.HC | Davide Cimolai   |
| 21. August    | Arnhem–Veenendaal Classic              | 1.1  | Zakkari Dempster |
| 18. September | Grand Prix de Wallonie                 | 1.1  | Krists Neilands  |
| 8. Oktober    | Binche–Chimay–Binche                   | 1.1  | Tom Van Asbroeck |

## Nationale Straßen-Radsportmeister
| Datum    | Rennen                                           | Fahrer           |
| -------- | ------------------------------------------------ | ---------------- |
| 19. Mai  | Österreichische Meisterschaft – Einzelzeitfahren | Matthias Brändle |
| 15. Juni | Israelische Meisterschaft – Einzelzeitfahren     | Guy Niv          |
| 27. Juni | Lettische Meisterschaft – Einzelzeitfahren       | Krists Neilands  |
| 29. Juni | Israelische Meisterschaft – Straßenrennen        | Guy Sagiv        |

## Mannschaft
| Teamkader 2019                            | Teamkader 2019     | Teamkader 2019 | Teamkader 2019                            |
| Name                                      | Geburtsdatum       | Land           | Vorheriges Team                           |
| ----------------------------------------- | ------------------ | -------------- | ----------------------------------------- |
| Edwin Ávila                               | 21. November 1989  | Kolumbien      | Illuminate (2017)                         |
| Matteo Badilatti                          | 30. Juli 1992      | Schweiz        | Team Vorarlberg-Santic (2018)             |
| Rudy Barbier                              | 18. Dezember 1992  | Frankreich     | AG2R La Mondiale (2018)                   |
| Guillaume Boivin                          | 25. Mai 1989       | Kanada         | Optum-Kelly Benefit Strategies (2015)     |
| Matthias Brändle                          | 7. Dezember 1989   | Österreich     | Trek-Segafredo (2018)                     |
| Clément Carisey                           | 23. März 1992      | Frankreich     | Israel Cycling Academy (2018)             |
| Alexander Cataford                        | 1. September 1993  | Kanada         | UnitedHealthcare (2018)                   |
| Davide Cimolai                            | 13. August 1989    | Italien        | Groupama-FDJ (2018)                       |
| Zak Dempster                              | 27. September 1987 | Australien     | Bora-Argon 18 (2016)                      |
| Conor Dunne                               | 22. Januar 1992    | Irland         | Aqua Blue Sport (2018)                    |
| Nathan Earle                              | 4. Juni 1988       | Australien     | Team Ukyo (2017)                          |
| Itamar Einhorn (1. Jun.–31. Dez.)         | 20. September 1997 | Israel         | Israel Cycling Academy U23 (2018)         |
| Sondre Holst Enger                        | 17. Dezember 1993  | Norwegen       | AG2R La Mondiale (2017)                   |
| Awet Gebremedhin                          | 5. Februar 1992    | Eritrea        | Kuwait-Cartucho.es (2017)                 |
| Omer Goldstein                            | 13. August 1996    | Israel         | Ampo-Goierriko TB (2017)                  |
| Roy Goldstein                             | 20. Mai 1993       | Israel         |                                           |
| Ben Hermans                               | 8. Juni 1986       | Belgien        | BMC Racing Team (2017)                    |
| August Jensen                             | 29. August 1991    | Norwegen       | Team Coop (2017)                          |
| Riccardo Minali                           | 19. April 1995     | Italien        | Astana (2018)                             |
| Krists Neilands                           | 18. August 1994    | Lettland       | Axeon-Hagens Berman (2016)                |
| Guy Niv                                   | 8. März 1994       | Israel         | Israel Cycling Academy Development (2017) |
| Benjamin Perry                            | 7. März 1994       | Kanada         | Silber Pro Cycling (2016)                 |
| Rubén Plaza                               | 29. Februar 1980   | Spanien        | Orica-Scott (2017)                        |
| Mihkel Räim                               | 3. Juli 1993       | Estland        | Pro Immo Nicolas Roux (2015)              |
| Guy Sagiv                                 | 5. Dezember 1994   | Israel         | BMC Racing Team (2015)                    |
| Kristian Sbaragli                         | 8. Mai 1990        | Italien        | Dimension Data (2017)                     |
| Hamish Schreurs                           | 23. Januar 1994    | Neuseeland     | Klein Constantia (2016)                   |
| Daniel Turek                              | 19. Januar 1993    | Tschechien     | TJ Favorit Brno (2014)                    |
| Tom Van Asbroeck                          | 19. April 1990     | Belgien        | EF Education First-Drapac (2018)          |
| Dennis van Winden                         | 2. Dezember 1987   | Niederlande    | LottoNL-Jumbo (2016)                      |
|                                           |                    |                |                                           |
| Quellen: ProCyclingStats Cycling Quotient |                    |                |                                           |